# Aïda N'Diaye
Pour les articles homonymes, voir N'Diaye.
Aïda N'Diaye est une enseignante, philosophe, écrivaine et chroniqueuse française.

## Biographie
Son père a quitté le Sénégal pour la France où ses frères et elle-même ont grandi,
Après un parcours à l'École normale supérieure lettres et sciences humaines (ENS-LSH), elle obtient son Agrégation de philosophie,.
Son activité professionnelle se déroule dans l'enseignement, la réalisation de chroniques sur divers médias, et l'écriture d'ouvrages.
Elle devient professeure, dont professeure de culture générale en classes préparatoires, à la maison d'éducation de la Légion d'honneur (concours d'entrée aux IEP et aux ESC) (2003-2012), et à l'institut d'études judiciaires de l'université Panthéon-Assas (concours d'entrée à l'école nationale de la magistrature) (2008-2017).
Son expertise de professeure de philosophie est sollicitée par des médias nationaux et internationaux : Le Monde, Le Figaro, Slate, Jeune Afrique,,.

### Chroniqueuse et autres activités
Elle participe à plusieurs émissions de France Culture, dont Avec philosophie,.
Elle est chroniqueuse sur France Inter, notamment dans l'émission Grand bien vous fasse d'Ali Rebeihi (2013-),,.
Elle est productrice déléguée sur France Culture de la série Avoir raison avec... Simone Weil (2021), Avoir raison avec... Günther Anders (2023) , Avoir raison avec… Spinoza (2024). De septembre 2022 à juin 2023, elle est programmatrice et productrice déléguée de l'émission Avec philosophie sur France Culture
Elle collabore à la revue Philosophie Magazine depuis 2008. De 2012 à 2022 elle y est publiée 43 fois.
À partir de janvier 2025, elle intègre l’Ecole de Philosophie de la Maison des Sagesses, créée par Frédéric Lenoir, et y propose régulièrement des webinaires de philosophie. 
Elle est invitée à participer à des conférences et des tables rondes sur des sujets politiques, sociaux et sociétaux, notamment la justice sociale, le mérite et la méritocratie et les enjeux  éthiques de l’intelligence artificielle,.

## Œuvre (sélection)
- Aïda N'Diaye, La dissertation de culture générale à Sciences po, Paris, Sedes, coll. « Impulsion », 2009, 204 p. (ISBN 978-2-301-00038-5, OCLC 317752377, BNF 41448787).
- Aïda N'Diaye, Toute vérité est-elle bonne à dire?, Paris, Opportun, coll. « Les philosopheurs », 2012, 94 p. (ISBN 978-2-36075-081-8, OCLC 802560920, BNF 42667986).
- Aïda N'Diaye (ill. Thomas Baas), Je découvre la philosophie : [ou comment apprendre à se poser des questions et à réfléchir!], Paris, Nathan, coll. « Le bien-être des petits », 2018, 29 p. (ISBN 978-2-09-258095-0, OCLC 1056165717, BNF 45589750).
- Aïda N'Diaye (ill. Jochen Gerner), Ai-je vraiment du mérite ?, Paris, Éditions Gallimard, coll. « Philophile ! », 2022 (ISBN 9782075156820, OCLC 1347095367, BNF 47094107)[20].
- Aïda N'Diaye (ill. Léa Murawiec), Qu'est-ce qui fait mon genre ?, Paris, Éditions Gallimard], coll. « Philophile ! », 2022 (ISBN 9782075156806, OCLC 1310228378, BNF 46983100)[6].
- Contributions régulières à la revue Philosophie Magazine, Paris (2008-)[3],[17].